# Carl Philipp von Wrede
Carl Philipp von Wrede (Heidelberg, 1767. április 29. – Ellingen, 1838. december 12.) német jogász, a Habsburg császári haderő tisztje, majd a bajor haderőben szolgáló tábornok, sikeres hadvezér, a Francia Császárság grófja, 1812-től tábornagy, a bajor királyi haderő parancsnoka, 1814-től bajor hercegi rangban (Fürst von Wrede).

## Élete
Jogi és erdészeti tanulmányokat végzett, azután törvényszéki bíró lett, majd kormánybiztos az osztrák hadseregben, melyet elkísért a franciák elleni hadjáratban. 1795–1798 között pedig Wurmser tábornagy hadtestében szolgált. 1800-ban mint ezredes vett részt a franciák elleni hadjáratban, majd vezérőrnagy lett és az 1800-as hohenlindeni csatában mellett kitüntette magát. Nagy része volt a bajor hadsereg újjászervezésében.
A Rajnai Szövetség megszervezése után már ellenségként állott szemben az osztrák haderővel, ahol első babérjait aratta. 1807-ben Sziléziában és Lengyelországban állomásozott. 1809-ben jelentékeny szerepe volt az abensbergi és landshuti csatában kivívott francia győzelmekben. A Neumarkt melletti ütközetben pedig megmentette Bessières marsall hadát, melyet Jean-Baptiste Bessières osztrák altábornagy csapatai már-már bekerítettek. Azután megszállta Salzburgot, majd Innsbruck városát, végül egész Tirolt vetette alá a bajor–francia uralomnak. A következő hadjáratokban is nevezetes szolgálatokat tett a franciáknak; a wagrami csatában annyira kitűnt, hogy Napóleon francia gróffá tette és évjáradékkal jutalmazta.
1812-ben Deroy tábornagy, főparancsnok keze alatt Wrede lovassági tábornoki rangban a bajor hadat vezette az oroszországi hadjáratba. Deroy tábornagy halála után Wrede maga vette át a bajor haderő főparancsnokságát.
Miután a Bajor Királyság 1813. október 8-án átállt a szövetségesekhez, Wrede mint az osztrák–bajor seregek főparancsnoka az Inn és Majna folyók vonalának védelmét vállalta magára. A lipcsei csatából visszavonuló Napóleont fel akarta tartóztatni, esetleg elfogni. Azonban a hanaui csatában október 30–31-én kemény vereséget szenvedett és súlyosan megsebesült. Alig gyógyult fel, máris átvette az 5. hadtest vezényletét és francia területre nyomult. A La Rothière-i csatában 1814. február 1-jén győzelmet vívott ki a franciákkal szemben, és jelentékeny befolyással volt a Bar-sur-Aube-i ütközet kimenetelére. Időközben a bajor király tábornaggyá nevezte ki, nemsokára hercegi rangra emelte, és terjedelmes jószágokat adományozott Wredének.
Emlékszobra a müncheni Ruhmeshalléban látható.